# Villefranche-du-Périgord
Villefranche-du-Périgord è un comune francese di 779 abitanti situato nel dipartimento della Dordogna nella regione della Nuova Aquitania.
l territorio comunale è bagnato dalle acque del fiume Lémance.

## Società

### Evoluzione demografica
Abitanti censiti